# Josh Allen
Joshua "Josh" Patrick Allen (Firebaugh, 21 de maio de 1996) é um jogador de futebol americano que atua como quarterback no Buffalo Bills da National Football League (NFL).
Ele jogou futebol americano universitário na Universidade de Wyoming. Apesar de receber poucas ofertas de universidade e ter que jogar em um ano em uma universidade menor, Allen acabou sendo recrutado por Wyoming, onde ele liderou o time ao título da divisão Mountain West Conference e dois jogos de bowl. Ele foi selecionado pelos Bills como a 7° escolha geral no Draft da NFL de 2018.
Allen teve uma ótima temporada em 2020, quando liderou os Bills ao primeiro título de divisão e a primeira vitória nos playoffs desde 1995, a caminho de uma participação na Final da AFC. Ele também estabeleceu os recordes dos Bills em jardas e touchdowns em uma única temporada.

## Primeiros anos
Allen cresceu em uma fazenda de algodão de 3.000 acres perto de Firebaugh, Califórnia, uma pequena cidade a cerca de 64 km a oeste de Fresno, Califórnia. Sua família vive na área desde que seu bisavô, que emigrou da Suécia em 1907, se estabeleceu lá durante a Grande Depressão. A fazenda onde ele foi criado foi fundada em 1975 por seu avô paterno, que também foi membro de longa data da diretoria da escola local e dá nome ao ginásio da Firebaugh High School, do qual Allen se formou em 2014.

Crescendo como um fã da Universidade Estadual de Fresno que frequentava regularmente os jogos e treinamentos, Allen tentou atrair o interesse da equipe; seu pai tentou conversar com o treinador da equipe na época, Tim DeRuyter, mas ele optou por não oferecer uma bolsa de estudos a ele. DeRuyter não estava sozinho nessa avaliação; Allen não recebeu nenhuma oferta de bolsas de estudo de nenhum programa da Divisão I da NCAA. A Universidade Estadual de San Diego fez-lhe uma oferta mas Allen recusou porque o treinador, Rocky Long, não podia lhe garantir tempo de jogo. Em uma matéria de 2017 sobre Allen, o jornalista da ESPN, Mark Schlabach, especulou sobre por que Allen não atraiu interesse: 
Na época, Josh tinha cerca de 1,90m e 81 kg. Ele não tinha frequentado os campos de elite de quarterback e não era uma perspectiva amplamente conhecida. Sua equipe de ensino médio não participava de muitos campos de 7 contra 7 porque Josh e muitos de seus colegas de equipe estavam ocupados jogando beisebol e outros esportes. Ele foi o cestinha em seu time de basquete e também jogou no time de beisebol, atingindo 90 mph com sua bola rápida.
 O escritor Jeff Eisenberg da Yahoo! Esportes adicionou detalhes a história em 2017:
Numa época em que muitas famílias famintas de bolsas de estudo incentivam seus filhos a se especializarem em um esporte ou a se transferirem para a escola que proporcionará a maior exposição, os Allens resistiram às duas tendências. Eles rejeitaram aberturas de programas mais proeminentes de Central Valley depois da terceira temporada de Allen e o mantiveram em Firebaugh, vivendo de acordo com o mantra familiar de que "você floresce onde você planta".
 Allen não só esteve envolvido em vários esportes enquanto cursava o ensino médio, como também trabalhava regularmente na fazenda da família e no restaurante que sua mãe operava em Firebaugh.

## Carreira universitária

### Reedley College
Allen frequentou a Reedley College, uma universidade onde um dos treinadores da época era casado com a prima de Allen. O coordenador ofensivo de Reedley na época, Ernie Rodriguez, falou sobre Allen: "Ele estava com números inacreditáveis e fazendo lançamentos incríveis. Não podia acreditar que ninguém queria ele."
Allen não jogou nos primeiros três jogos da equipe em 2014, mas no jogo seguinte, ele teve quatro touchdowns vindo do banco e logo se tornou o titular da equipe, tendo 25 touchdowns com apenas 4 interceptações no resto da temporada. Até então, ele tinha crescido para 1,96 m e 95 kg, e seus treinadores em Reedley pensaram que ele logo receberia muitas ofertas de bolsas da NCAA. Isso se mostrou incorreto; perto do final da temporada, Allen enviou um e-mail em massa para todos os treinadores, coordenadores ofensivos, coordenadores defensivos e treinadores de quarterback mas recebeu o interesse apenas de Eastern Michigan e da Universidade de Wyoming. Eastern Michigan retirou sua oferta quando Allen visitou Wyoming no final da temporada 2014–15.
Os treinadores de Wyoming visitaram inicialmente Reedley para explorar outra possível transferência, mas o ex-assistente da Universidade Estadual de Fresno, Dave Brown, que fazia parte do staff de Wyoming, estava familiarizado com Allen e pediu ao coordenador ofensivo, Brett Vigen, que o recrutasse. Enquanto pesquisava Allen, Vigen notou um grande número de paralelos entre Allen e um quarterback que ele havia recrutado em 2010, enquanto servia no mesmo papel em North Dakota State - Carson Wentz, que se tornou o quarterback titular do Philadelphia Eagles. Wentz era similar em tamanho a Allen e também compartilhou o plano de fundo de cidade pequena e multiesportivo. Bohl logo se entusiasmou com Allen, ele visitou a fazenda da família e, enquanto esteve lá, disse ao pai de Allen: "Em todo o país, há apenas um quarterback que queremos e esse é o seu filho. Ele será o rosto do nosso programa". Ele se comprometeu com Wyoming, se matriculando lá antes da temporada de 2015.

### Wyoming

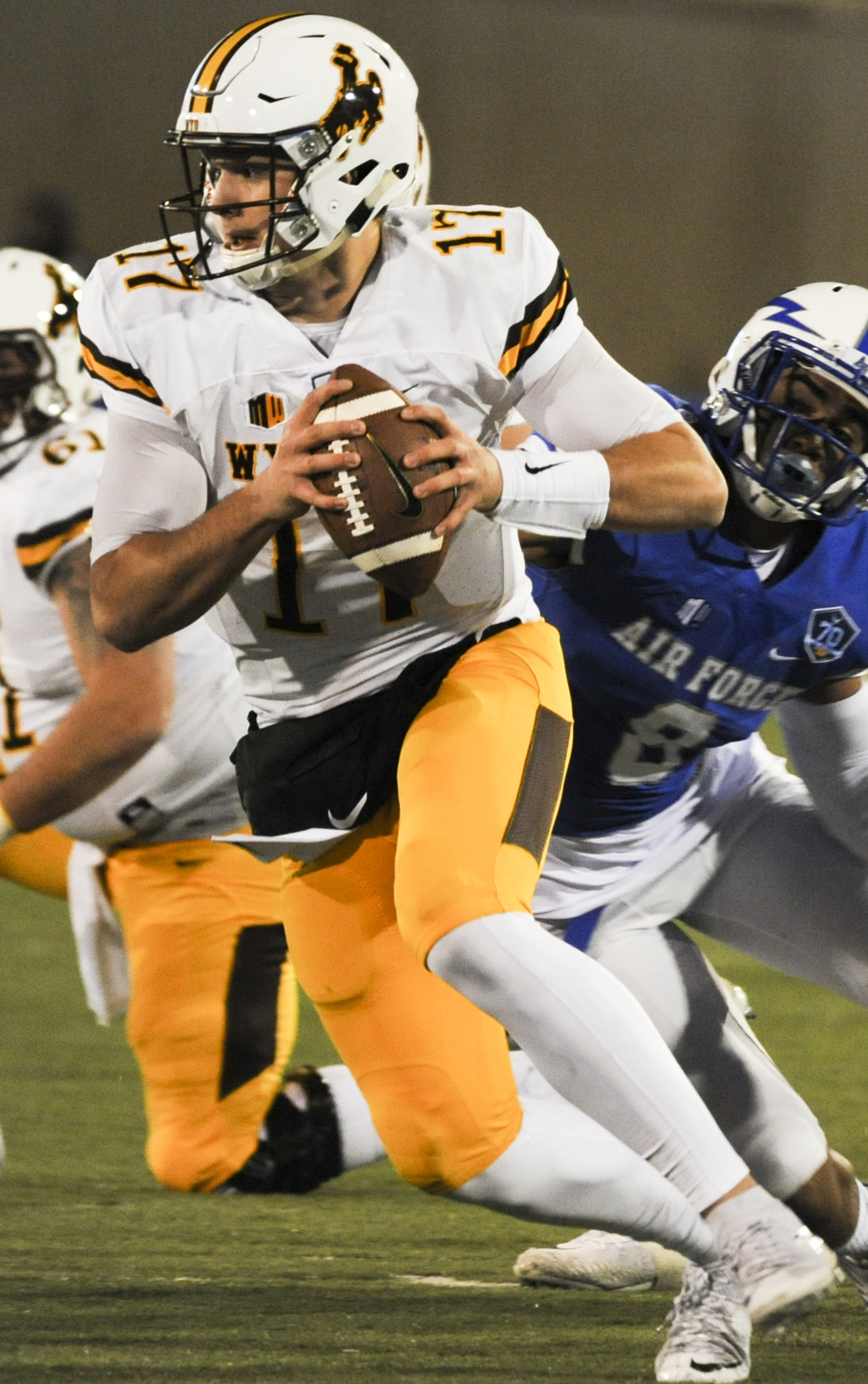
Allen em Wyoming em 2017

Em seu primeiro ano em Wyoming, ele jogou em dois jogos, sendo titular em um. Em seu primeiro jogo como titular, ele tentou apenas quatro passes antes de ter a clavícula quebrada e não jogar mais na temporada. Allen retornou da lesão em 2016 e foi o titular de Wyoming na temporada.
Depois de jogar para mais de 3.200 jardas e 28 touchdowns em 2016, ele pensou em se declarar para o Draft de 2017, inicialmente dizendo à sua família, namorada e alguns amigos que ele se tornaria profissional. Pouco antes do prazo do Draft, Vigen telefonou para o pai de Allen para explicar por que ele deveria permanecer em Wyoming por mais um ano. Antes do prazo final, Bohl disse a Allen que permanecer na universidade mais um ano melhoraria suas perspectivas de longo prazo na NFL. Allen também pediu conselhos a Wentz, que lhe disse que na NFL, ele teria muitos veteranos dependendo dele para "ganhar jogos e ajudar a garantir seus empregos". Allen permaneceu em Wyoming e jogou para 1.812 jardas, 16 touchdowns e seis interceptações em 2017.

### Estatísticas universitária
| Ano    | Equipe  | Jogos | Passando | Passando | Passando | Passando | Passando | Passando | Passando | Passando | Passando | Passando | Correndo | Correndo | Correndo | Correndo |
| Ano    | Equipe  | Jogos | Cmp      | Ten      | Pct      | Jardas   | J/Ten    | Longo    | TDs      | Int      | Sacks    | Rating   | Ten      | Jardas   | Média    | TD       |
| ------ | ------- | ----- | -------- | -------- | -------- | -------- | -------- | -------- | -------- | -------- | -------- | -------- | -------- | -------- | -------- | -------- |
| 2015   | Wyoming | 2     | 4        | 6        | 66,7%    | 51       | 8,5      | 19       | 0        | 0        | 0        | 127,8    | 3        | 40       | 13,3     | 0        |
| 2016   | Wyoming | 14    | 209      | 373      | 56%      | 3,203    | 8,6      | 54       | 28       | 15       | 26       | 144,9    | 142      | 523      | 3,7      | 7        |
| 2017   | Wyoming | 11    | 152      | 270      | 56,3%    | 1.812    | 6,7      | 47       | 16       | 6        | 22       | 138,1    | 92       | 204      | 2,2      | 5        |
| Totais | Totais  | 27    | 365      | 649      | 56,2%    | 5,066    | 7,8      | 54       | 44       | 21       | 48       | 137,7    | 237      | 767      | 3,2      | 12       |

Fonte:

#### Recordes em Wyoming
- Mais touchdowns em uma temporada - 35 (empatados com Randy Welniak e Josh Wallwork)[10]

## Carreira profissional
Logo após a conclusão do Draft de 2017, Adam Schefter, repórter da ESPN, disse sobre as perspectivas de Allen: "Houve um diretor que me disse que você pode colocar nos livros, Josh Allen será o número 1 do draft no próximo ano". Em dezembro de 2017, depois de liderar seu time para uma vitória por 37-14 sobre Central Michigan no Famous Idaho Potato Bowl de 2017, Allen anunciou que entraria no draft da NFL de 2018. Em sua primeira perspectiva em janeiro de 2018, Melkiper Jr., analista da ESPN, previu que o Cleveland Browns selecionaria Allen na frente de outros quarterbacks como: Josh Rosen, Sam Darnold, Baker Mayfield e Lamar Jackson.
No dia do draft, mensagens antigas do Twitter, nas quais Allen usou vários insultos raciais quando estava no ensino médio, foram trazidas à tona. Ele pediu desculpas, afirmando que ele era "jovem e burro" na época.
| Altura                              | Peso   | Comprimento do braço | Tamanho da mão | Corrida de 40 jardas | Corrida de 10 jardas | Corrida de 20 jardas | 20-ss  | 3-cone | Salto vertical | Amplo  |
| ----------------------------------- | ------ | -------------------- | -------------- | -------------------- | -------------------- | -------------------- | ------ | ------ | -------------- | ------ |
| 1,95 m                              | 108 kg | 0,84 m               | 0,26 m         | 4,75 s               | 1,59 s               | 2,74 s               | 4,40 s | 6,90 s | 0,85 m         | 3,02 m |
| Todos os valores são da NFL Combine |        |                      |                |                      |                      |                      |        |        |                |        |

### Buffalo Bills (2018-Presente)

#### 2018

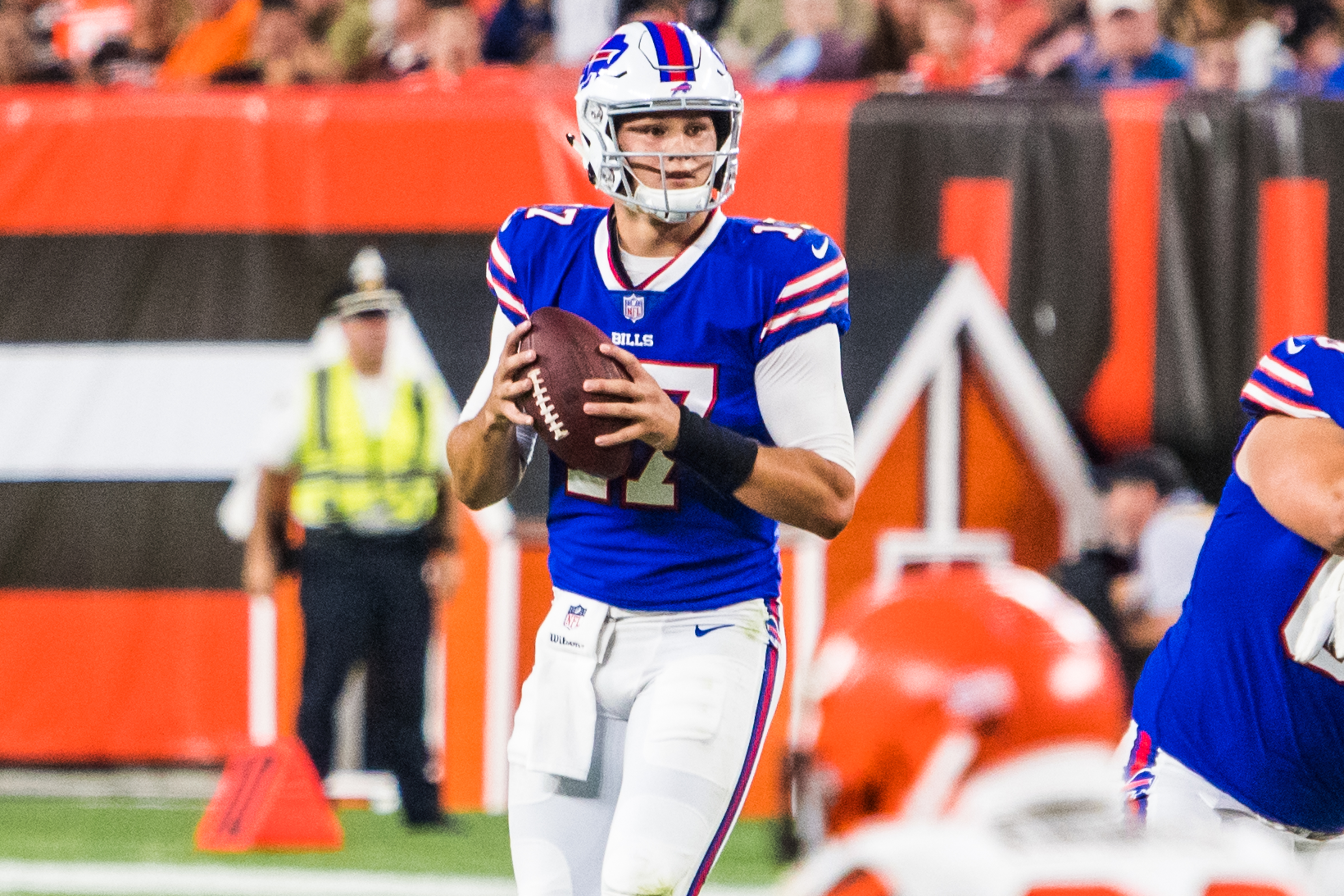
Allen jogando contra o Cleveland Browns na pré-temporada de 2018

O Buffalo Bills selecionou Allen como a sétima escolha geral do draft. Em 25 de julho, ele assinou um contrato de 4 anos e US$ 21 milhões totalmente garantido com os Bills.
Allen competiu pelo posto de quarterback titular com A. J. McCarron e Nathan Peterman na pré-temporada e no campo de treinamento. Apesar de uma pré-temporada de qualidade, Allen começou a temporada como o reserva de Peterman depois que McCarron foi negociado para o Oakland Raiders.
Em 9 de setembro de 2018, Allen fez sua primeira aparição na temporada regular contra o Baltimore Ravens depois que Peterman foi pro banco de reservas devido ao seu mau desempenho. Allen terminou com 6 passes para 74 jardas em um jogo que os Bills perderam por 47-3. Em 12 de setembro, foi anunciado que Allen seria titular na semana seguinte contra o Los Angeles Chargers. Ele terminou esse jogo com 245 jardas, seu primeiro touchdown, que foi para Kelvin Benjamin, e duas interceptações. Os Bills perderam por 31-20.
Contra o Minnesota Vikings na semana 3, Allen levou os Bills a sua primeira vitória na temporada com uma performance dominante no primeiro tempo. Ele teve 196 jardas e um touchdown, adicionando 39 jardas e dois touchdowns terrestre na vitória por 27-6.
Na semana 5, jogando contra o Tennessee Titans, Allen completou 10 passes para 82 jardas e uma interceptação na vitória por 13-12, adicionando outro touchdown terrestre. Na semana seguinte, em uma derrota por 20-13 para o Houston Texans, Allen sofreu uma lesão no cotovelo e teve que sair do jogo. Ele terminou o jogo completando 10 passes para 84 jardas e também tendo 20 jardas terrestres.

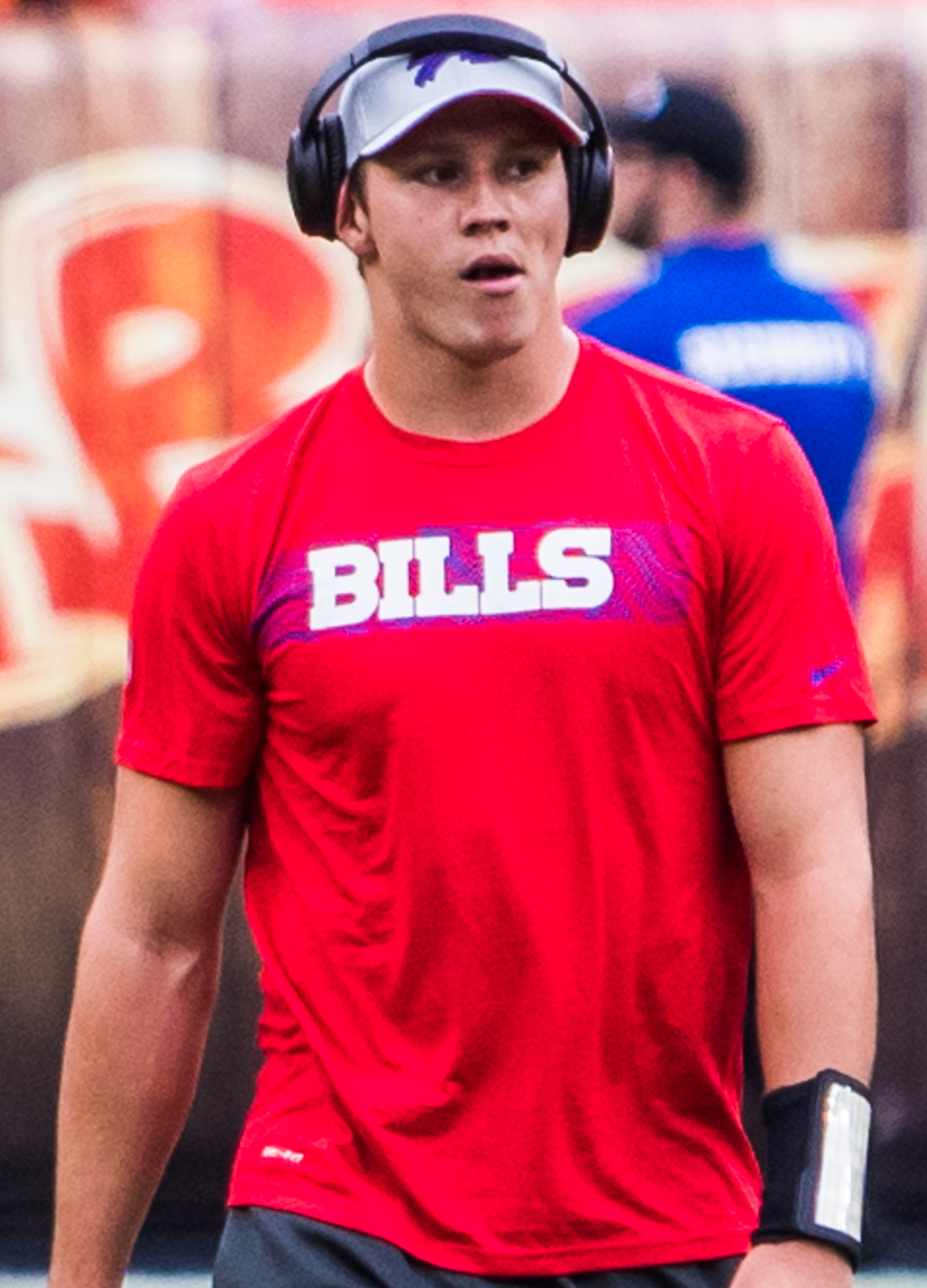
Allen em 2018

Allen retornou após perder quatro jogos, voltando contra o Jacksonville Jaguars, o que era digno de nota, já que o Cornerback Jalen Ramsey havia chamado Allen de "lixo" antes da temporada. Em uma vitória dos Bills por 24-21, Allen completou 8 passes para 160 jardas e um touchdown, adicionando 99 jardas e um touchdown terrestre. As 99 jardas terrestres quebraram o recorde dos Bills de jardas em um jogo por um quarterback, anteriormente ocupado por Tyrod Taylor. Apesar da derrota por 21-17 para o Miami Dolphins na semana seguinte, Allen teve 235 jardas e dois touchdowns e acrescentou 135 jardas terrestre (média de 15,0 jardas por corrida). Durante um jogo contra o New York Jets e o também novato Sam Darnold na semana 14, Allen terminou com 206 jardas e 2 interceptações, além de 101 jardas e um touchdown terrestre quando os Bills perderam por 27-23. Allen tornou-se o primeiro quarterback na história da NFL com pelo menos 95 jardas terrestres em um período de três semanas, acumulando 335 jardas.
Após uma derrota por 24-12 para o New England Patriots na semana 16, Allen se recuperou no jogo seguinte contra os Dolphins. Ele marcou cinco touchdowns totais, três passando e dois correndo, com 224 jardas de passe e 95 jardas terrestres com os Bills ganhando por 42–17. O desempenho lhe rendeu o prêmio de Jogador Ofensivo da Semana da AFC. Os Bills terminaram a temporada com uma campanha de 6-10. Ele se tornou o primeiro quarterback na história da equipe a liderar a equipe em passes e corridas em uma temporada. Ele liderou todos os quarterbacks na liga com oito touchdowns terrestres na temporada.

#### 2019
Allen entrou em 2019 como titular dos Bills, sendo inclusive nomeado capitão do time. Em 8 de setembro de 2019, Allen levou os Bills a uma vitória sobre o New York Jets na semana 1. Apesar dos Bills estarem perdendo por 16-0 em um ponto do terceiro quarto, Allen levou o time a marcar 17 pontos. Ele terminou o jogo com 24 passes para 254 jardas, as melhores marcas de carreira. Ele também teve um passe para touchdown, um touchdown terrestre e duas interceptações.
Depois de levar Buffalo ao seu primeiro início de 3-0 desde 2011, Allen lutou contra uma forte defesa do New England Patriots, lançando três interceptações, mas se tornou o primeiro jogador a marcar um touchdown ofensivo nos Patriots na temporada de 2019. Ele completou 13 de 28 passes para 153 jardas e correu para 26 jardas e o touchdown mencionado antes de sofrer um golpe de capacete contra capacete do cornerback dos Patriots, Jonathan Jones, que o forçou a sair da eventual derrota por 16-10.
Apesar de ter sido colocado no protocolo de concussão, Allen retornou na semana seguinte contra o Tennessee Titans, completando 23 das 32 tentativas de passe para 219 jardas, dois touchdowns e uma interceptação na vitória por 14–7. Na semana 10 contra o Cleveland Browns, ele completou 22 de 41 passes para 266 jardas e correu para 28 jardas e dois touchdowns, mas os Bills perderam por 19-16. Na semana seguinte, contra o Miami Dolphins, ele teve 256 jardas passadas e três touchdowns, igualando o recorde de sua carreira, e correu para 56 jardas e um touchdown na vitória por 37-20. Ele foi nomeado o Jogador Ofensivo da Semana da AFC por seu desempenho na Semana 11.

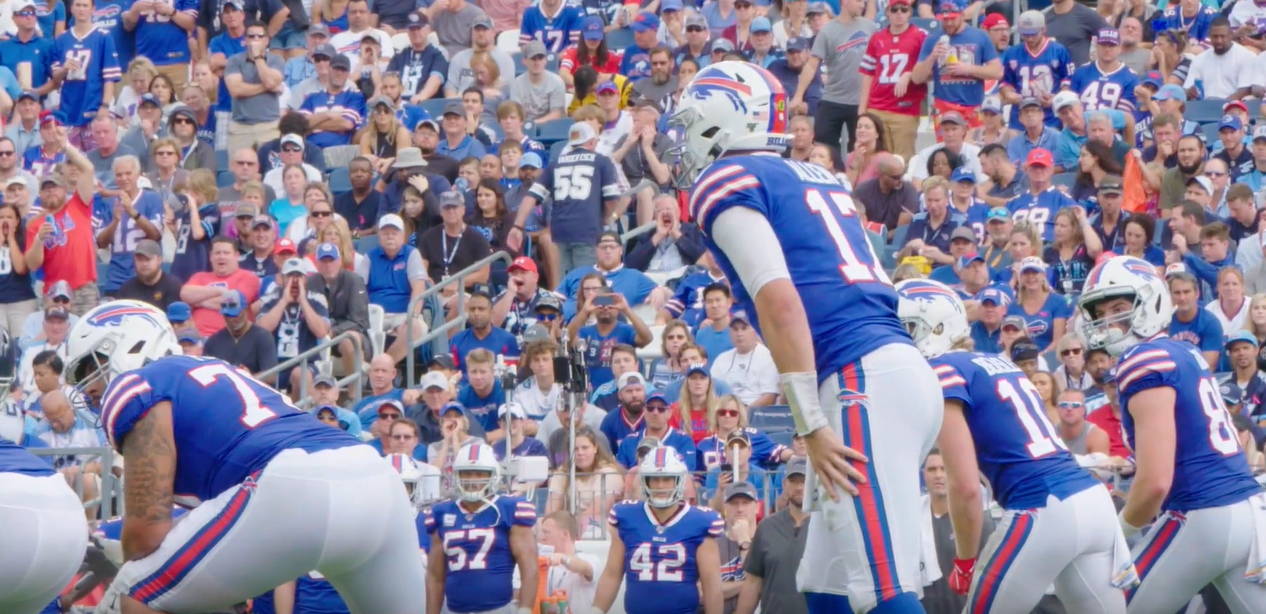
Allen contra o Tennessee Titans

Na Semana 15 contra o Pittsburgh Steelers no Sunday Night Football, Allen teve 13 passes para 139 jardas, um touchdown e uma interceptação e correu para 28 jardas e um touchdown durante a vitória por 17-10. Com a vitória, os Bills garantiram uma vaga nos playoffs. Na revanche contra os Patriots na Semana 16, Allen teve 13 passes para 208 jardas e dois touchdowns, incluindo um de 53 jardas para John Brown, mas Buffalo ficou aquém mais uma vez, perdendo por 24-17 para entregar o título da divisão para New England.
Ele terminou a temporada de 2019 com 3.089 jardas passadas, 20 passes para touchdowns e nove interceptações, além de 109 corridas para 510 jardas e nove touchdowns.

##### Pós-temporada de 2019–20
No Wild Card da AFC contra o Houston Texans, depois de construir uma vantagem de 16-0 no início do terceiro quarto, os Bills não conseguiram manter o ímpeto e tiveram que se recuperar nos momentos finais para forçar a prorrogação. No geral, Allen terminou com 92 jardas corridas, 264 jardas passadas, 16 jardas de recepção e um touchdown total, enquanto o Bills perdeu por 22-19 na prorrogação. Allen foi apenas o terceiro jogador desde 1975 com mais de 250 jardas de passe, mais de 40 jardas de corrida e mais de 15 jardas de recepção em um único jogo.

#### 2020
Allen começou forte a temporada de 2020, alcançando seus três primeiros jogos com mais de 300 jardas em sua carreira profissional, com vitórias sobre o New York Jets, Miami Dolphins e Los Angeles Rams, incluindo 415 jardas contra Miami. Ele se tornou o primeiro quarterback dos Bills a ter 300 jardas passadas desde que Tyrod Taylor registrou 329 jardas na semana 16 de 2016 e também se tornou o primeiro quarterback dos Bills a ter 300 jardas passadas em jogos consecutivos desde Drew Bledsoe em 2002. Durante as primeiras duas semanas, Allen se juntou a Peyton Manning (2013), Tom Brady (2015) e Patrick Mahomes (2019) como os únicos quatro quarterbacks na história da NFL com pelo menos 700 jardas passadas, seis touchdowns e nenhuma interceptação nas duas primeiras semanas de uma temporada. Após a semana 3, ele se tornou o primeiro quarterback na história dos Bills com pelo menos 300 jardas passadas e três touchdowns em três semanas consecutivas e ultrapassou o recorde da franquia de Jim Kelly de mais passes para touchdowns nos primeiros três jogos do time com dez. Em 1º de outubro de 2020, Allen foi nomeado Jogador Ofensivo do Mês da AFC pelo seu desempenho em setembro.
Na Semana 8, Allen liderou os Bills na vitória por 24-21 sobre o New England Patriots, a primeira vitória em casa de Buffalo contra os Patriots desde 2011 e a primeira vitória de Allen na carreira contra os Patriots. Na semana seguinte, ele se tornaria o primeiro quarterback na era do Super Bowl com pelo menos 400 jardas passadas, três passes para touchdowns e zero interceptações em vários jogos em uma única temporada durante a vitória surpreendente de Buffalo por 44-34 sobre o Seattle Seahawks. Allen completou 31 passes para 415 jardas e três touchdowns, adicionando 14 jardas e outro touchdown terrestre. Os Bills teve uma campanha de 7–2 pela primeira vez desde 1993. Após o jogo, foi revelado pelo técnico do Bills, Sean McDermott, que Allen havia jogado um dia após a morte de sua avó.
Allen teve outro jogo forte no Monday Night Football na semana 13 contra o San Francisco 49ers, completando 32 passes para 375 jardas e quatro touchdowns na vitória por 34-24, tornando-se também o primeiro quarterback na história de Buffalo a tentar 40 ou mais passes em um único jogo ao completar pelo menos 80% de seus passes e se juntou a Drew Brees como os únicos dois quarterbacks na história da liga a ter três jogos de 375 jardas de passe e 3+ passes para touchdowns.
Allen quebrou o recorde da franquia de Jim Kelly de mais touchdowns de um único jogador durante a vitória da semana 14 sobre o Pittsburgh Steelers no Sunday Night Football, depois de passar para dois touchdowns durante o jogo. Ele terminou o jogo com 238 jardas, dois touchdowns e uma interceptação. Na semana seguinte, contra o Denver Broncos, Allen ajudou os Bills a conquistar seu primeiro título da Divisão Leste da AFC desde 1995. Ele terminou o jogo com 359 jardas passadas e dois passes para touchdown, além de 33 jardas corridas e dois touchdowns, durante a vitória dos Bills por 48-19. Allen foi nomeado o Jogador Ofensivo do Mês da AFC por seu desempenho em dezembro.
No geral, Allen terminou a temporada de 2020 com 4.544 jardas passadas, 37 passes para touchdowns e dez interceptações, além de 102 corridas para 421 jardas corridas e oito touchdowns.
Ao longo da temporada, Allen foi eleito o Jogador Ofensivo da Semana da AFC por quatro vezes. Ele se tornou o primeiro jogador na história da franquia a ganhar o prêmio pelo menos três vezes em uma única temporada. Em 21 de dezembro de 2020, Allen e quatro de seus companheiros de equipe foram nomeados para o Pro Bowl de 2021, que ocorreu virtualmente devido à pandemia de COVID-19. Ele terminou em segundo lugar na votação de MVP, recebendo quatro votos, à frente de Patrick Mahomes, mas atrás do vencedor Aaron Rodgers.

##### Pós-temporada de 2020–21
No Wild Card contra o Indianapolis Colts, Allen completou 26 passes para 324 jardas, correu para 54 jardas e teve três touchdowns no total na vitória dos Bills por 27-24, dando a equipe sua primeira vitória nos playoffs desde 1995.
Enfrentando Lamar Jackson e o Baltimore Ravens na Rodada Divisional, Allen e os Bills se encontrariam no lado certo de uma batalha defensiva com uma vitória por 17–3. Allen completou 62,2% de seus passes para 206 jardas e um touchdown.
Na semana seguinte, Allen enfrentou uma revanche contra o Kansas City Chiefs, na primeira aparição de Buffalo na Final da AFC desde 1993. Ele completou 28 passes para 287 jardas, dois touchdowns e uma interceptação, além de correr para 88 jardas, quando os Bills perderam por 38-24.

#### 2021

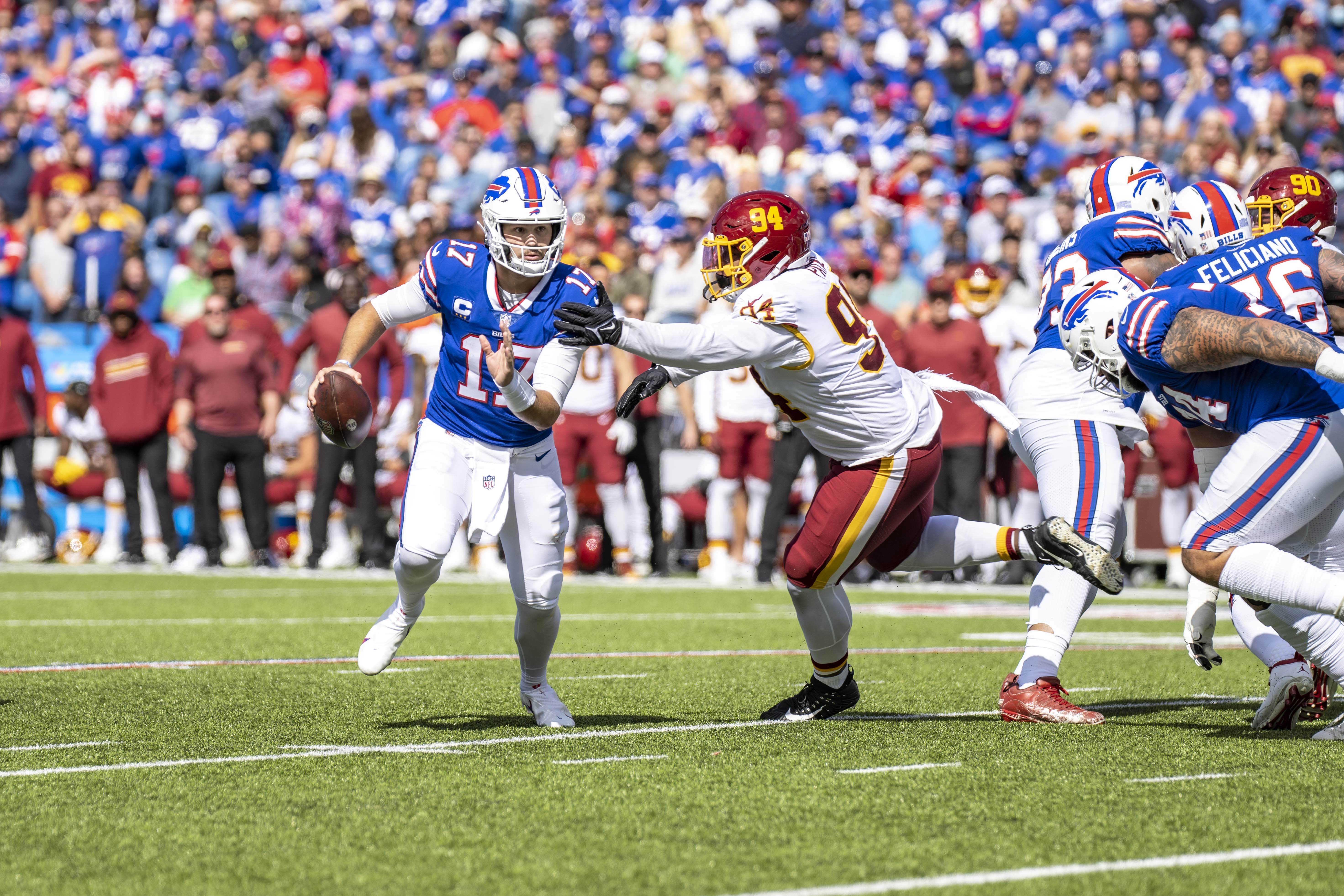
Allen contra o Washington Commanders

Em 6 de agosto de 2021, Allen assinou uma extensão de contrato de seis anos e até US$ 258 milhões, com US$ 150 milhões garantidos até a temporada de 2028.
Ele ultrapassou 10.000 jardas passadas na carreira durante uma vitória por 35-0 contra o Miami Dolphins na Semana 2.
Na Semana 3, Allen e os Bills derrotaram o Washington Commanders por 43-21, com Allen passando para 358 jardas e marcando cinco touchdowns. Ele se tornou apenas o quarto jogador na história da NFL a registrar vários jogos na carreira com pelo menos 300 jardas passadas, quatro passes para touchdown e um touchdown corrido. Ele também empatou o recorde da franquia de Jack Kemp de mais touchdowns corridos na carreira por um quarterback com 26.
Os Bills enfrentaram o Kansas City Chiefs no Arrowhead Stadium para uma revanche da Final da AFC do ano anterior na Semana 5. Durante a vitória dos Bills por 38-20, Allen completou 15 passes para 315 jardas e três touchdowns, acumulando 21 jardas por passe, um recorde na carreira e o maior número de qualquer quarterback da NFL nas duas temporadas anteriores. Na semana seguinte, os Bills enfrentaram o Tennessee Titans no Monday Night Football. Apesar de um forte desempenho, Allen não conseguiu concluir uma corrida nos momentos finais do jogo, permitindo que Tennessee vencesse por 34-31. Sua linha estatística final no jogo foi de 353 jardas passadas, 3 touchdowns e 1 interceptação. Os três touchdowns de Allen permitiram que ele ultrapassasse Jim Kelly como o jogador com mais touchdowns lançados por um quarterback do Bills em suas primeiras quatro temporadas com o time.
Depois de vários desempenhos de altos e baixos, incluindo uma derrota no Monday Night Football para o New England Patriots na semana 13, onde o jogo de passes foi limitado por ventos de alta velocidade, Allen ajudou o time a superar um déficit de 24-3 no intervalo para o Tampa Bay Buccaneers na semana 14, levando Buffalo a 24 pontos no segundo tempo para forçar a prorrogação. No entanto, eles perderiam por 33-27. Apesar da derrota, Allen se tornou apenas o quarto jogador na história da NFL com mais de 300 jardas passadas e 100 jardas corridas em um jogo. Durante uma revanche da semana 16 com os Patriots, Allen teve 312 jardas passadas, três touchdowns e correu para 65 jardas na vitória do Bills por 33-21. Ele também ultrapassou 4.000 jardas passadas na temporada, tornando-se o primeiro quarterback dos Bills com várias temporadas de 4.000 jardas de passe.
Contra o Atlanta Falcons na semana 17, Allen lançou três interceptações, a marca mais alta de sua carreira, mas correu para 81 jardas e dois touchdowns na vitória por 29-15 que levou os Bills a sua quarta vaga nos playoffs em cinco temporadas. Os dois touchdowns corridos de Allen o levaram a marca de seis no ano, tornando-o o primeiro quarterback na história da NFL a correr para pelo menos seis touchdowns em suas primeiras quatro temporadas. Allen e os Bills terminaram a temporada regular com uma vitória por 27-10 sobre o New York Jets, garantindo o título da Divisão Leste da AFC pela segunda temporada consecutiva. Ele terminou o jogo com 239 jardas passadas e dois touchdowns, além de 63 jardas terrestres.
Allen terminou a temporada regular com 409 passes concluídos, o recorde de sua carreira, completando 63,3%, para 4.407 jardas e 36 passes para touchdowns. Ele também teve 763 jardas corridas e outros seis touchdowns, liderando a liga em jardas por corrida com 6,3. Por seu jogo, ele foi nomeado suplente do Pro Bowl, perdendo para Lamar Jackson, para desgosto de fãs e analistas. Quando lhe foi oferecido o lugar de Jackson depois que ele desistiu, Allen recusou o convite.

##### Pós-temporada de 2021–22

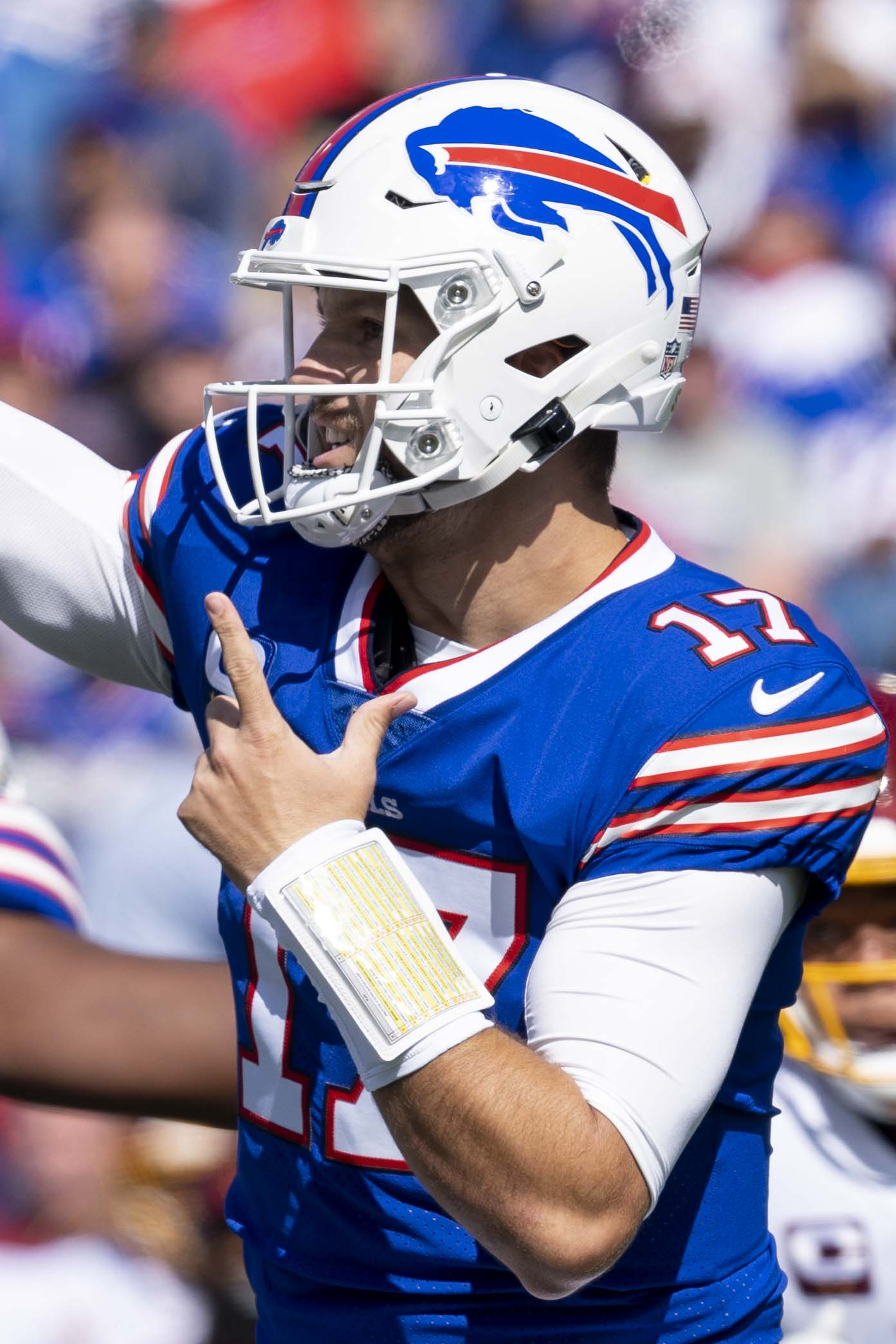
Allen em 2021 com os Bills.

No Wild Card contra o New England Patriots, os Bills marcaram um touchdown em todas as posses ofensivas que tiveram e vencerem por 47-17, alcançando o primeiro "jogo ofensivo perfeito" na história da NFL. Allen completou 21 passes para 308 jardas e cinco touchdowns, além de correr para 66 jardas.
Na Rodada Divisional, o Buffalo fez uma revanche contra o Kansas City Chiefs, para quem havia perdido anteriormente na Final da AFC do ano passado. Durante os dois minutos finais do jogo disputado, Allen lançou dois touchdowns para Gabe Davis, enquanto os Bills e Chiefs trocavam vantagem três vezes antes dos Chiefs empatar o jogo e forçar a prorrogação. Os Chiefs venceram por 42-36 depois de vencer no cara ou coroa e marcar no lance inicial. Apesar da derrota, Allen manteve o ritmo do quarterback do Chiefs, Patrick Mahomes, completando 27 passes para 329 jardas e quatro touchdowns, todos para Davis. Ele também correu para 68 jardas.

#### 2022
Durante o Monday Night Football contra o Tennessee Titans na semana 2, Allen completou 26 passes para 317 jardas, 4 touchdowns e nenhuma interceptação. Ele também correu para 10 jardas na vitória por 41-7. Durante a Semana 3 contra o Miami Dolphins, Allen terminou com 400 jardas passadas, dois touchdowns e três fumbles (um perdido). Uma tentativa de vencer o jogo não deu certo e os Bills perderam por 21-19. Na semana 5, ele teve 424 jardas passadas, quatro touchdowns e uma interceptação na vitória por 38–3 sobre o Pittsburgh Steelers. O primeiro touchdown de Allen foi um passe de 98 jardas para Gabriel Davis, a jogada empatou o recorde de passe mais longo da história da franquia. Em uma revanche do jogo da Rodada Divisional da temporada anterior, Allen teve 329 jardas de passe e três touchdowns na vitória por 24-20 sobre o Kansas City Chiefs.
Na Semana 9 contra o New York Jets, Allen correu para 2 touchdowns e completou 18 passes para 205 jardas e duas interceptações em uma derrota por 20-17. Nesse jogo, Allen sofreu uma lesão no cotovelo semelhante à sofrida durante sua temporada de estreia mas foi capaz de jogar na semana seguinte contra o Minnesota Vikings onde lançou para 330 jardas e um touchdown mas também teve duas interceptações na derrota por 33-30 na prorrogação.
Em parte devido à lesão persistente no cotovelo de Allen, os Bills optaram por confiar mais no jogo corrido nos jogos seguintes contra Cleveland Browns, Detroit Lions e New England Patriots, todos com vitórias. Contra Detroit no Dia de Ação de Graças, Allen levou o Bills a uma vitória de virada com um forte desempenho no quarto período, incluindo um touchdown para retomar a liderança e um passe de 36 jardas para Stefon Diggs que ajudou a definir o field goal da vitória. Ele terminou o jogo com 253 jardas passadas, dois passes para touchdowns e uma interceptação enquanto corria para 78 jardas e um touchdown.
Em 16 jogos, com o jogo contra o Cincinnati Bengals declarado empate devido a uma emergência médica de Damar Hamlin, Allen compilou sua terceira temporada consecutiva com mais de 4.000 jardas passada, 35 ou mais passes para touchdowns e seis ou mais touchdowns corridos enquanto levava Buffalo ao seu terceiro título consecutivo da Divisão Leste da AFC. Ele foi nomeado como titular do Pro Bowl de 2023.

##### Pós-temporada de 2022–23
Allen ajudou a levar os Bills a uma vitória por 34 a 31 sobre o Miami Dolphins no Wild Card com 352 jardas passadas e três touchdowns, além de duas interceptações. Allen e os Bills viram sua temporada terminar na derrota por 27 a 10 na Rodada Divisional para o Cincinnati Bengals.

#### 2023
Os Bills começaram sua temporada enfrentando o rival de divisão Jets fora de casa. Allen teve um de seus piores jogos, cometendo quatro turnovers para um touchdown, mas liderou os Bills em uma campanha de empate antes de perder na prorrogação por 22 a 16. Nas duas semanas seguintes, Allen se recuperou e liderou os Bills para vitórias sobre os Raiders e os Washington Commanders, marcando cinco touchdowns no total para apenas um turnover e ganhando o prêmio de Jogador Ofensivo da AFC da Semana por sua performance contra Las Vegas na Semana 2. Esta foi a décima primeira vez que Allen recebeu o prêmio, quebrando um recorde da franquia antes mantido por Jim Kelly.
Na Semana 4 contra os Dolphins, Allen alcançou um rating de passador perfeito de 158.3 pela primeira vez em sua carreira, completando 21 de 25 passes para 320 jardas e 4 touchdowns, enquanto corria para mais um gol terrestre, já que os Bills venceram por 48 a 20. No entanto, após este jogo, Allen e o ataque dos Bills entraram em uma sequência de seis jogos caracterizada por inconsistência, turnovers cruciais e uma falta geral de pontuação até o segundo tempo, com derrotas para os Jaguars, Patriots, Bengals e Broncos. Quando questionado sobre as dificuldades da equipe durante esta sequência, Allen afirmou que estava tentando uma mentalidade de "positividade moderada" em campo, em contraste com seu estilo de jogo tipicamente inflamado e emocional, e ponderou se tinha "se contido demais".
Após a derrota para os Broncos, o coordenador ofensivo dos Bills, Ken Dorsey, em quem Allen havia defendido para substituir Brian Daboll, foi demitido, sendo substituído pelo treinador de quarterbacks Joe Brady. Sob o comando de Brady, Allen e os Bills venceram seis de seus últimos sete jogos com um ataque mais equilibrado, conquistando seu quarto título de divisão consecutivo depois de vencer Miami por 21 a 14 na Semana 18. Em particular, Allen se tornou o primeiro quarterback na história da NFL a marcar 40 touchdowns totais em 4 temporadas consecutivas, apesar de lançar menos de 30 touchdowns pela primeira vez desde 2019 e um recorde pessoal de 18 interceptações. Ele também igualou o recorde da NFL de touchdowns terrestres em uma temporada por um quarterback (15), com 8 desses touchdowns ocorrendo em um período de 5 jogos durante a ascensão tardia dos Bills na temporada.

##### Pós-temporada de 2023–24
Como a segunda cabeça de chave, Allen e os Bills enfrentaram os Steelers, a sétima cabeça de chave, na Rodada de Wild Card. No jogo, Allen completou 21 de 30 passes para 203 jardas e três touchdowns, e os Bills venceram por 31 a 17. Allen também correu para 74 jardas em oito carregadas, incluindo uma corrida de touchdown de 52 jardas, a mais longa da carreira, marcando o maior escore terrestre na história dos playoffs dos Bills e o segundo mais longo por um quarterback na história dos playoffs da NFL. Em casa contra os Chiefs na Rodada Divisional, Allen contribuiu para todos os três touchdowns dos Bills e 258 das 368 jardas totais da equipe, mas os Bills perderam por 27 a 24, marcando sua terceira derrota consecutiva na Rodada Divisional.

#### 2024
O ano começou com os Bills perdendo vários titulares do ataque devido a questões de limitação salarial. Jogadores como Stefon Diggs e Gabe Davis foram para outros times, com apenas um recebedor veterano continuando. Allen liderou seu time a três vitórias nas três primeiras partidas. Os Bills então perderam duas seguidas, com performances ruins de Josh Allen, levando a especulações na mídia que ele podia ter sofrido uma concussão que estava atrapalhando sua performance.
Os Bills venceram sete seguidas, com grandes performances de Allen. Na semana seguinte, em uma derrota por 44 a 42 para o Los Angeles Rams, Allen alcançou 424 jardas totais e se tornou o primeiro jogador com três touchdowns de passe e três de corrida em um jogo da temporada regular. Ele passou Cam Newton como o jogador com mais jogos (23) na história da NFL com pelo menos dois touchdowns de passe e um touchdown de corrida. Na semana 15, Allen completou 23 de 34 passes para 362 jardas e dois touchdowns, além de dois TDs terrestres na vitória por 48 a 42 contra o melhor time da NFC naquele ano, o Detroit Lions, o que lhe garantiu o prêmio de Jogador Ofensivo da Semana na AFC.
Em 29 de dezembro contra o New York Jets, ele marcou um touchdown corrido no primeiro quarto, sendo este o 65º touchdown corrido na carreira, empatando com Thurman Thomas como o maior da história da franquia neste quesito. Ele posteriormente passou para dois passes para touchdown para conseguir seu 40º touchdown total na temporada para estender sua sequência de quarenta temporadas de touchdown para cinco. Com a classificação para os playoffs garantida, Allen começou na Semana 18, mas saiu após um snap para estender sua sequência de jogos como titular para 104 jogos na temporada regular, a maior sequência ativa na liga. Allen terminou a temporada regular com 4 269 jardas totais, 41 touchdowns totais e seus oito turnovers marcaram o menor número de sua carreira. Ele também combinou 747 jardas totais e seis touchdowns contra os Chiefs e Lions, ajudando os Bills a se tornarem o primeiro time da NFL na história a vencer dois times de 14 vitórias na temporada regular.
Por sua performance na temporada regular, Allen foi eleito Jogador Mais Valioso (MVP) da NFL em 2024, a primeira vez que ele recebeu este prêmio na carreira.

##### Pós-temporada de 2024–25
Na rodada do Wild Card contra o Denver Broncos, Allen lançou dois passes para touchdown e ultrapassou Jim Kelly para obter o maior número de passes para touchdown na pós-temporada na história da franquia na vitória por 31 a 7. Em casa, na rodada divisional contra o Baltimore Ravens, Allen lançou para apenas 127 jardas, mas também correu para dois touchdowns em uma vitória acirrada por 27 a 25 a caminho do AFC Championship Game. Contra os Chiefs na final da AFC, Allen lançou para 237 jardas, dois touchdowns e nenhuma interceptação. Perdendo por três com menos de quatro minutos restantes, os Bills não converteram numa quarta decida depois que quatro tentativas de passe de Allen renderam apenas cinco jardas, resultando em uma derrota de 32 a 29, sendo esta a quarta derrota de Allen contra os Chiefs em pós-temporada.

#### 2025
Em 9 de março de 2025, Allen renovou seu contrato com os Bills por mais seis anos, com o valor total chegando a US$ 330 milhões (sendo US$ 250 milhões garantidos, a maior quantidade de dinheiro garantido já dada a um jogador da NFL no momento da contratação até aquele momento).

## Estatísticas da NFL

#### Temporada regular
| Geral    | Geral    | Geral | Passando | Passando | Passando | Passando | Passando | Passando | Passando | Passando | Passando | Correndo | Correndo | Correndo | Correndo | Correndo | Sacks | Sacks           | Fumbles | Fumbles  |
| Ano      | Time     | Jogos | Comp     | Ten      | Pct      | Jardas   | Média    | Lng      | TD       | Int      | Rating   | Ten      | Jardas   | Média    | Lng      | TD       | Scks  | Jardas perdidas | Fum     | Perdidos |
| 2018     | BUF      | 12    | 169      | 320      | 52,8%    | 2 074    | 6,5      | 75E      | 10       | 12       | 67,9     | 89       | 631      | 7,1      | 45       | 8        | 28    | 213             | 8       | 2        |
| 2019     | BUF      | 16    | 271      | 461      | 58,8%    | 3 089    | 6,7      | 53E      | 20       | 9        | 85,3     | 109      | 510      | 4,7      | 36       | 9        | 38    | 237             | 14      | 4        |
| 2020     | BUF      | 16    | 396      | 572      | 69,2%    | 4 544    | 7,9      | 55       | 37       | 10       | 107,2    | 102      | 421      | 4,1      | 24E      | 8        | 26    | 159             | 8       | 6        |
| 2021     | BUF      | 17    | 409      | 646      | 63,3%    | 4 407    | 6,8      | 61       | 36       | 15       | 92,2     | 122      | 763      | 6,3      | 34       | 6        | 26    | 164             | 8       | 3        |
| 2022     | BUF      | 16    | 359      | 567      | 63,3%    | 4 283    | 7,6      | 98       | 35       | 14       | 96,6     | 124      | 762      | 6,1      | 44       | 7        | 33    | 162             | 13      | 5        |
| 2023     | BUF      | 17    | 385      | 579      | 66,5%    | 4 306    | 7,4      | 81       | 29       | 18       | 92,2     | 111      | 524      | 4,7      | 23       | 15       | 24    | 152             | 7       | 4        |
| 2024     | BUF      | 17    | 307      | 483      | 63,6%    | 3 731    | 7,7      | 64       | 28       | 6        | 101,4    | 102      | 531      | 5,2      | 30       | 12       | 14    | 63              | 5       | 2        |
| Carreira | Carreira | 111   | 2 296    | 3 628    | 63,3%    | 26 434   | 7,3      | 98       | 195      | 84       | 93,4     | 759      | 4 142    | 5,5      | 45       | 65       | 189   | 1 150           | 64      | 26       |

### Recordes da NFL
- Primeiro quarterback a correr para pelo menos 95 jardas em três jogos consecutivos (Semana 12–14, 2018);[137]
- Mais jardas terrestres por um quarterback em um período de 3 jogos: 335 (Semana 12–14, 2018);[138]

#### Recordes dos Bills
- Mais jardas terrestres por um quarterback em um único jogo (135) [139]
- Touchdown mais longo por um quarterback novato (75 jardas) [140]
- Primeiro quarterback a liderar a equipe em passe e corrida
- Mais jardas terrestres por um quarterback em uma única temporada (631) [141]
- Mais touchdowns totais por um novato: (18) [141]

## Perfil do jogador
Allen recebeu elogios por sua combinação única de tamanho, força do braço, habilidade de corrida e capacidade atlética geral, recebendo comparações com John Elway, Brett Favre e Cam Newton. Ele foi muito procurado no draft da NFL por seu "potencial bruto", apesar das críticas sobre sua consistência e precisão vindas da faculdade.
"Quando você olha as métricas de Josh Allen, ele tem indiscutivelmente o braço mais forte de todos os tempos na história da NFL. Ele é um espécime físico diferente de tudo que a NFL já viu."

—John Brenkus
Allen se autodenomina um pistoleiro, tentando e completando passes difíceis, mas às vezes assumindo riscos desnecessários. No entanto, sua ética de trabalho e treinamento com o ex-coordenador ofensivo, Brian Daboll, o atual coordenador ofensivo, Ken Dorsey, e o técnico de arremessos, Jordan Palmer, foram citados como fundamentais em seu desenvolvimento para um passador mais preciso e metódico.
Suas habilidades de corrida também foram citadas como pontos fortes, especialmente devido ao seu grande tamanho, o que torna difícil para os defensores enfrentá-lo. Apesar de uma linha ofensiva ruim em seu ano de estreia, Allen foi capaz de escapar e quebrar tackles para manter as jogadas vivas ou ganhar jardas significativas no solo, mantendo em movimento um ataque de outra forma ineficaz de Buffalo. Ele também é conhecido por sua habilidade de saltar sobre os defensores, muitas vezes de forma dramática, para manter vivos os ataques ofensivos.

## Vida pessoal

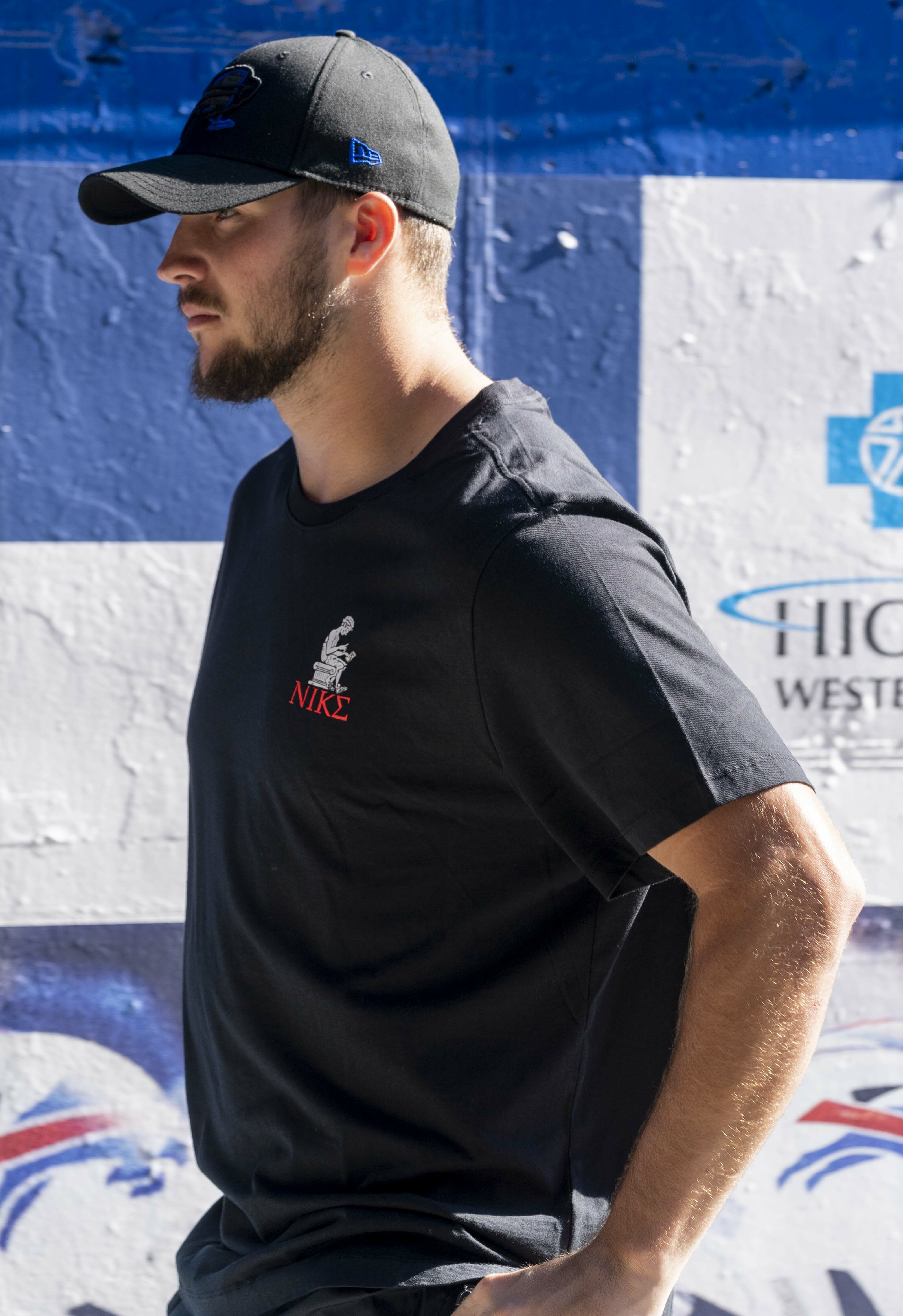
Allen em 2021

De 2015 a 2023, Allen manteve um relacionamento com a ex-líder de torcida de Fresno State, Brittany Williams, com quem cresceu no centro da Califórnia. Desde maio de 2023, Allen está em um relacionamento com a atriz e cantora Hailee Steinfeld. Os dois se casaram em Ventura, Califórnia, em 31 de maio de 2025.
Em 2017, Allen obteve o diploma de bacharel em ciências sociais pela Universidade de Wyoming.
Ele é fã de músicas antigas, o que, segundo ele, o mantém calmo antes dos jogos. Sua lista de reprodução antes do jogo inclui Frank Sinatra ("That's Life"), Sammy Davis Jr., Elvis Presley, Paul Anka ("Put Your Head on My Shoulder") e Billy Joel ("The Stranger").

### Golfe
Allen é um ávido jogador de golfe, o que ele diz ser uma de suas atividades favoritas. Ele recusou um convite para o Pro Bowl de 2022 para jogar no AT&T Pebble Beach Pro-Am de 2022. Ele novamente se recusou a jogar no Pro Bowl de 2023 por motivos semelhantes. Allen participou da sexta edição do The Match em conjunto com Patrick Mahomes, contra Tom Brady e Aaron Rodgers, em 1º de junho de 2022. Ele participou duas vezes do American Century Championship, terminando em 58º lugar em 2022 e 37º lugar em 2023.

### Empreendimentos
Allen é representado pela Creative Artists Agency. Desde o início da carreira profissional de Allen, ele foi atleta da Nike e afirmou: "Era um sonho meu ser um atleta da Nike. Ver comerciais de Kobe Bryant e ser um garoto da Costa Oeste e ver todos os acordos que ele tinha com a Nike e todos os tênis que ele lançou. Se outra empresa queria me dar mais dinheiro, isso não importava. Eu estava pronto para a Nike".
Allen é um agricultor de quarta geração e investiu na fazenda de sua família, o Allen Ranch, para plantar e cultivar 1.000 hectares (2.500 acres) de árvores de pistache durante a próxima década. Um nome de marca para os pistaches ainda está sendo considerado, embora Allen tenha brincado que poderia chamá-los de "Josh's Nuts".
Em 2022, a Gillette começou a patrocinar Allen com ele aparecendo em vários comerciais. Allen admitiu que assumiu parcialmente o patrocínio para trollar os fãs rivais do New England Patriots, já que a Gillette é fundada e sediada em Boston, Massachusetts e é a patrocinadora nomeada do estádio dos Patriots, o Gillette Stadium.
Em 2023, Allen foi nomeado atleta capa do Madden NFL 24, tornando-se o primeiro jogador do Bills a aparecer na capa.

### Filantropia
Allen é porta-voz do Hospital Infantil John R. Oishei em Buffalo. Como parte de um acordo com o hospital, Allen faz aparições, visita pacientes e participa de comerciais para apoiar os esforços de arrecadação de fundos. Durante a temporada de 2019, Allen doou US$ 200 ao hospital para cada um de seus touchdowns. Allen tem uma ligação pessoal com a saúde infantil porque seu irmão mais novo, Jason, foi hospitalizado por alguns dias quando criança com a doença de Kawasaki, uma condição rara que inflama os vasos sanguíneos.
Depois que Allen jogou após a morte de sua avó, Patricia, os fãs dos Bills doaram com gratidão em incrementos de US$ 17 (17 sendo o número da camisa de Allen) para o hospital em sua memória. No final de 2020, o valor total doado ultrapassou US$ 1 milhão. Em 21 de novembro de 2020, o Hospital Infantil Oishei anunciou que nomearia uma nova ala no 10º andar como "Ala de Recuperação Pediátrica Patricia Allen" para homenagear as doações recebidas pelos fãs dos Bills. Allen e sua família consultaram o hospital para estabelecer o "Fundo Patricia Allen".

Antes disso, Allen considerou iniciar uma fundação, mas em vez disso decidiu apoiar organizações existentes, incluindo a filial de Fresno, Califórnia, da Sociedade de Leucemia e Linfoma, onde sua irmã trabalha na arrecadação de fundos, e a Fundação Jessie Rees, que apoia crianças que lutam contra o câncer. Allen usa uma pulseira azul “NEGU” (Never Ever Give Up) desde a fundação.